# Bolitoglossa minutula
Espèce
Statut de conservation UICN

 EN B1ab(iii) : En danger
Bolitoglossa minutula est une espèce d'urodèles de la famille des Plethodontidae.

## Répartition
Cette espèce est endémique de la cordillère de Talamanca. Elle se rencontre :
- entre 1 810 et 2 660 m d'altitude dans l'Ouest du Panama ;
- entre 1 670 et 2 100 m d'altitude dans l'Est du Costa Rica.

## Description
Bolitoglossa minutula mesure de 54 à 76 mm de longueur totale dont environ la moitié pour la queue. Les mâles mesurent sans la queue de 28 à 36 mm et les femelles de 30 à 37 mm. Son dos peut être entièrement noir ou brun foncé ou être orange terne. Son ventre est noir, brun foncé ou brun foncé tacheté de jaune.

## Étymologie
Le nom spécifique minutula vient du latin minutulus, très petit, en référence à la taille de cette espèce.

## Publication originale
- Wake, Brame & Duellman, 1973 : New species of salamanders, genus Bolitoglossa, from Panama. Contributions in Science. Natural History Museum of Los Angeles County, no 248, p. 1-19 (texte intégral).